# Zephyranthes chrysantha
Zephyranthes chrysantha är en amaryllisväxtart som beskrevs av Jesse More Greenman och Charles Henry Thompson. Zephyranthes chrysantha ingår i släktet Zephyranthes och familjen amaryllisväxter. Inga underarter finns listade i Catalogue of Life.